# Sałata siewna

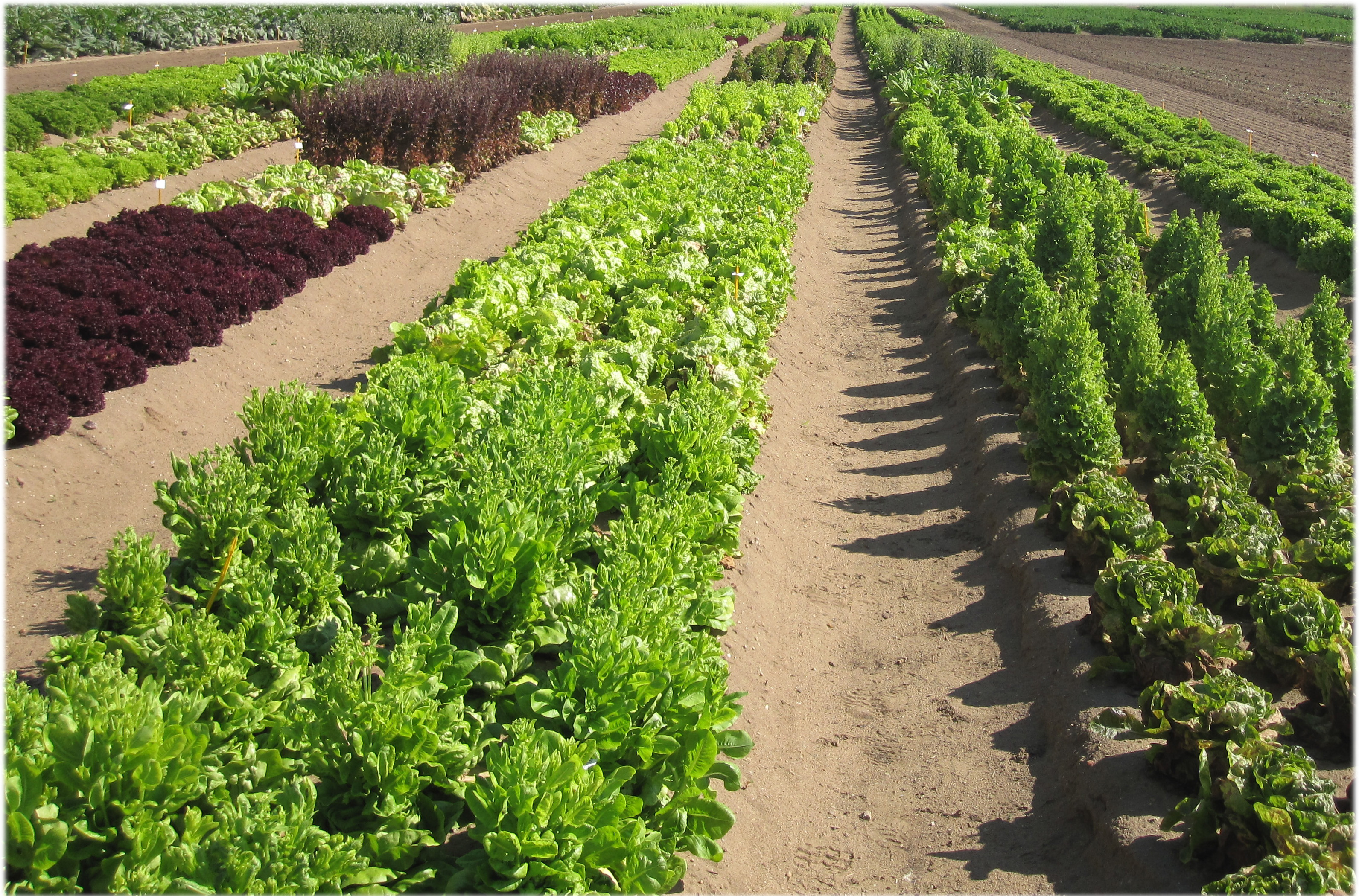
Różne odmiany sałat

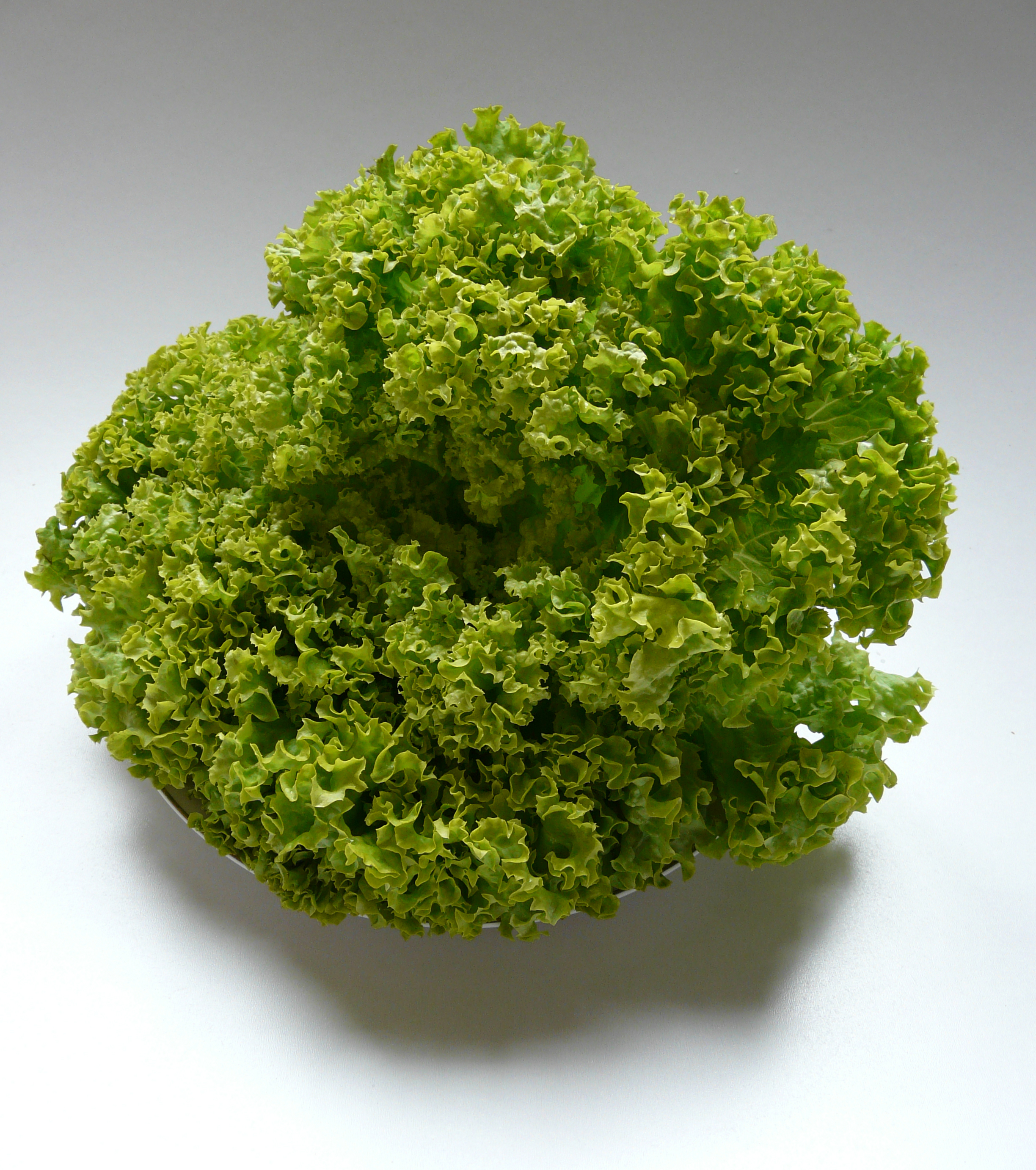
'Lolo Bionda'

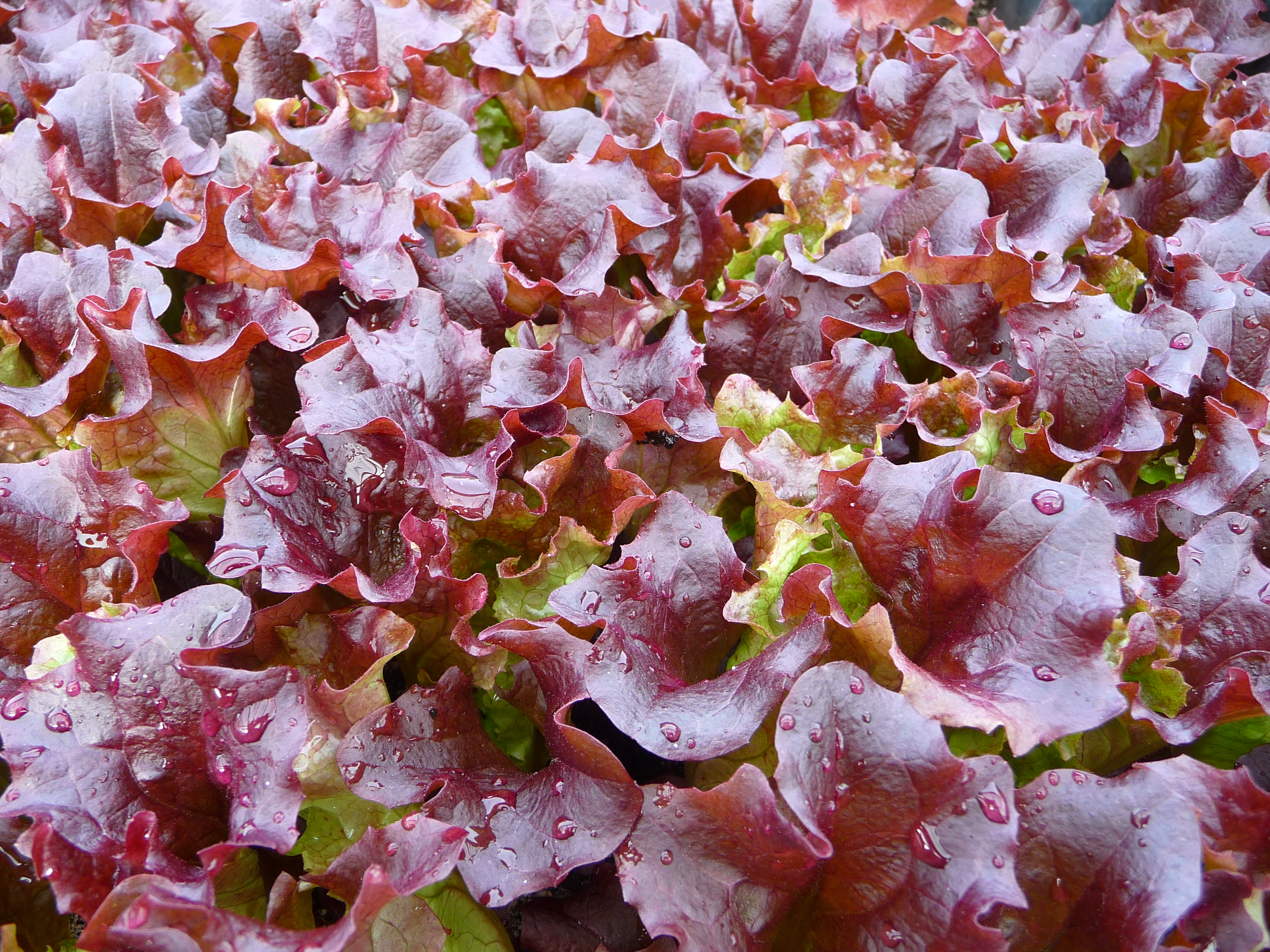
'Lollo Rosa'

Sałata siewna (Lactuca sativa L.) – gatunek rośliny jednorocznej z rodziny astrowatych. Występuje wyłącznie w uprawie. Wyhodowana została z sałaty kompasowej (L. serriola), jako roślina pozbawiona goryczy i kolców oraz o rozbudowanej blaszce liściowej. Była znanym i popularnym warzywem już w Starożytnej Grecji i Rzymie. W Polsce uprawiana i dziczejąca (efemerofit).

## Morfologia
ŁodygaKrótka (wyjątkiem jest sałata łodygowa). Wydłuża się ona podczas wytwarzania pędu kwiatostanowego, który osiąga wysokość 80-150 cm.
LiścieRóżnorakiego kształtu, barwy i wielkości, w zależności od odmiany.
KwiatyObupłciowe, drobne, jasnożółte, języczkowate, zebrane w koszyczki tworzące podbaldach. Pozbawione są one kielicha, zamiast niego są włoski tworzące puch kielichowy. Kwiaty są samopylne.
OwoceNiełupki, opatrzone w szerszej części puchem kielichowym, który stanowi aparat lotny.
KorzeńPalowy, wrzecionowaty, posiada liczne korzenie boczne.

## Zróżnicowanie
W obrębie gatunku stosuje się podział na kilka typów lub klas odmian uprawnych. W niektórych ujęciach klasy/typy te uznawane są też za odmiany botaniczne, ale we współczesnych bazach taksonomicznych raczej synonimizowane są one z gatunkiem (nie są wyróżniane):
- sałata głowiasta (Lactuca sativa L. var. capitata), występująca w dwóch formach (w klasyfikacji Thompsona tworzą one odrębne klasy[7]):
  - sałata masłowa – o miękkich, delikatnych liściach
  - sałata krucha („lodowa”[10]) – o liściach twardych, sztywnych i pofałdowanych
- sałata rzymska, sałata długolistna (Lactuca sativa L. var. longifolia Lam.)
- sałata dębolistna (Lactuca sativa L. var. crispa L.) – czerwona i zielona
- sałata łodygowa, s. szparagowa, głąbiki krakowskie[11] (Lactuca sativa L. var. augustana Irisch)

W obrębie każdej klasy/typu istnieją liczne odmiany uprawne (kultywary) różniące się strukturą liści, kolorem i smakiem.

## Zastosowanie
- Roślina uprawna: uprawiana jest jako warzywo liściaste. Znana była już w starożytnym Egipcie. Z okresu Starego Państwa pochodzą rysunki przedstawiające stoły z główkami sałaty oraz jej uprawę[4].
- Sztuka kulinarna: używana przed kwitnieniem jako składnik sałatek oraz do dekoracji potraw.
- Badacze roślin biblijnych uważają, że była jednym z gorzkich ziół, które Żydzi dodawali do mięsa w okresie Paschy. Dziko rosnące sałaty, a także sałata uprawiana w starożytności miały gorzki smak[4].

## Wartości odżywcze
Sałata siewna zawiera 1,153 mg β-karotenu w 100 g. Zawiera ponadto:
| Ilość aminokwasów w 100 g | Ilość aminokwasów w 100 g |
| Nazwa                     | Ilość w mg                |
| ------------------------- | ------------------------- |
| Izoleucyna                | 68                        |
| Leucyna                   | 112                       |
| Lizyna                    | 68                        |
| Metionina                 | 32                        |
| Cystyna                   | 2                         |
| Fenyloalanina             | 91                        |
| Tyrozyna                  | 48                        |
| Treonina                  | 73                        |
| Tryptofan                 | 14                        |
| Walina                    | 96                        |
| Arginina                  | 80                        |
| Histydyna                 | 29                        |
| Alanina                   | 77                        |
| Kwas asparaginowy         | 205                       |
| Kwas glutaminowy          | 182                       |
| Glicyna                   | 73                        |
| Prolina                   | 93                        |
| Seryna                    | 59                        |

## Uprawa
Roślina łatwa w uprawie. Nie ma specjalnych wymagań co do gleby. Stanowisko może być słoneczne lub półcieniste. Uprawia się z nasion, które wysiewa się od wczesnej wiosny do późnego lata. W czasie upałów wskazane jest zacienianie.